# ویلداشپیتزه
ویلداشپیتزه (آلمانی: Wildspitze) بلندترین کوه رشته‌کوه آلپ‌های اوتستال در تیرول شمالی و دومین کوه بلند اتریش پس از کوه گروسگلوکنر است.